# Перстень рибалки
Перстень рибалки (лат. anulus piscatoris, також іменується як папський перстень і перстень св. Петра) — атрибут римських пап, поряд з тіарою. Папський перстень покликаний нагадувати про те, що папа є спадкоємцем апостола Петра, який за родом занять був рибалкою. На персні зображений св. Петро який закидає невід з човна. Символіка перегукується зі словами Христа про те, що його учні стануть ловцями людських душ. Перстень вперше згадано в листі Климента IV своєму племіннику (1265). З часів середньовіччя зберігається традиція, за якою кожен відвідувач папи має прикластися губами до персня на знак покори та поваги. До 1842 року кільце також використовувалося як печатка, для посвідчення папських листів приватного характеру. Для новообраного папи виготовляється нове золоте кільце, на яке наноситься його ім'я. Після смерті папи Камерленг знищує його перстень в присутності інших кардиналів, щоб виключити можливість фальсифікації документів у період виборів нового папи. Новий перстень новому понтифіку підносить під час коронації або інтронізації декан Колегії кардиналів. Бенедикту XVI кільце рибалки підніс кардинал Анджело Содано.